# 拉比達蜥屬
拉比達蜥屬（學名：Labidosaurikos）是原始爬行動物的一屬，生存於二叠纪的北美洲。頭顱骨厚重，長度為28公分，完整身長約1.3公尺。在1954年命名的第二個種，L. barkeri，化石發現於美國德州的Choza組地層。由於化石狀態破碎，之後有研究人員質疑其有效性。第二個種與模式種的差異在於上下頷的齒列較少。